# حزب النهضة (مصر)
حزب النهضة تأسس عقب ثورة 25 يناير، عمل توكيله يوم 11 يوليو 2011 وكيل المؤسسين محمد حبيب (أستاذ دكتور في الجيولوجيا) والذي استقال من منصبه يوم 13 يوليو 2011 كالنائب الأول لمرشد جماعة الإخوان المسلمين ليؤسس الحزب، بعد 35 سنة من العمل التنظيمي داخل الجماعة، بعد شهرين من التفكير في الانضمام للحزب - وآخرون انشقوا عن الجماعة ليؤسسوا الحزب معه. وقال حبيب «صفحة جماعة الإخوان صفحة وانطوت وتاريخ وضعته خلف ظاهري والأن أبدء صفحة جديدة وتاريخ جديد».

## الركائز
يرتكز الحزب على قاعدتين أساسيتين:
- علمية التخطيط والتنظيم والإدارة في كل مناحي الحياة.
- منظومة القيم الأخلاقية والإيمانية والإنسانية الرفيعة.